# Cassandra Wilson
Pour les articles homonymes, voir Wilson.
Cassandra Wilson (née le 4 décembre 1955) est une chanteuse de jazz américaine originaire de Jackson (Mississippi).

## Biographie
Fille d'un professeur de musique de jazz et d'une institutrice, elle étudie le piano dès l'âge de six ans . Elle apprend la guitare à douze ans, puis le chant dans les années 70. Elle chante dans des clubs à la Nouvelle-Orléans pendant ses études en communication puis s'installe à New York dans les années 80, où elle rencontre le saxophoniste Steve Coleman. Elle participe à la fondation du collectif de musiciens M-Base; après cette période elle s'oriente vers un environnement plus acoustique pour sa chanson.
Elle signe chez Blue-Note en 1993, ce qui marque un tournant dans sa carrière .

## Vie privée
Elle a été l'épouse de l'acteur ivoirien Isaac de Bankolé entre les années 2000 et 2003.

## Discographie

### Albums studio
- 1986 : Point of View
- 1987 : Days Aweigh
- 1988 : Blue Skies
- 1990 : Jumpworld
- 1991 : She Who Weeps
- 1992 : Dance to the Drums Again
- 1993 : Blue Light 'Til Dawn
- 1994 : After the Beginning Again
- 1995 : New Moon Daughter
- 1996 : Songbook
- 1997 : Rendezvous (avec Jacky Terrasson)
- 1999 : Traveling Miles
- 2002 : Belly of the Sun
- 2003 : Glamoured
- 2006 : Thunderbird
- 2008 : Loverly
- 2010 : Silver Pony
- 2012 : Another Country (Featuring Fabrizio Sotti)
- 2015 : Coming Forth by Day

### Compilations & Live
- 1992 : Live
- 2002 : Sings Standards
- 2009 : Closer to You: The Pop Sides (compilation de reprises)

## Collaboration
En parallèle de sa carrière solo, Cassandra Wilson a notamment collaboré à plusieurs albums d'artistes, dont les suivants :
- 1986 : album World Expansion de Steve Coleman
- 1998 : bande originale du film Down in the Delta ; Cassandra Wilson accompagne Luther Vandross et Bob James sur le titre I'm only Human, avec Marcus Miller à la basse, la guitare, les claviers et à la batterie
- 1999 : album Inside de David Sanborn
- 2005 : album The Spirit Music Jamia de Meshell Ndegeocello

## Filmographie
- 1994 : Junior, chanteuse.
- 2001 : The Score, un film de Frank Oz, avec Marlon Brando, Robert De Niro, Edward Norton et Angela Bassett : Cassandra Wilson apparaît brièvement, chantant sur la scène d'un club de jazz de Montréal avec son groupe.

## Prix et distinctions
- En 1999, Cassandra Wilson se voit attribuer le prix Miles-Davis par le Festival international de jazz de Montréal.